# Astragalus weddellianus
Astragalus weddellianus là một loài thực vật có hoa trong họ Đậu. Loài này được (Kuntze) I.M.Johnst. miêu tả khoa học đầu tiên.